# Bảo tàng Irena và Mieczysław Mazaraki

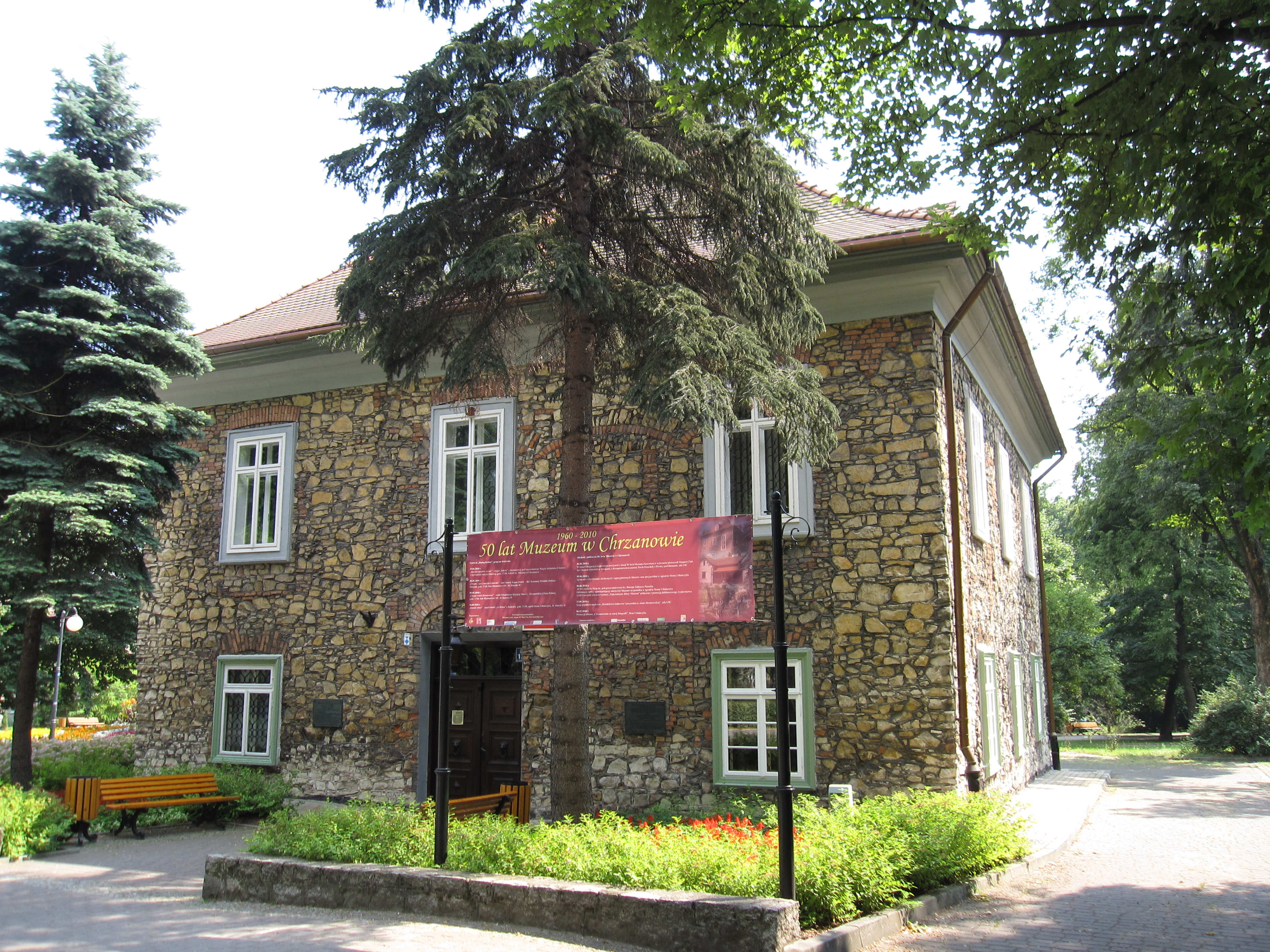
Biệt thự Loewenfeld có bảo tàng thành phố Chrzanów

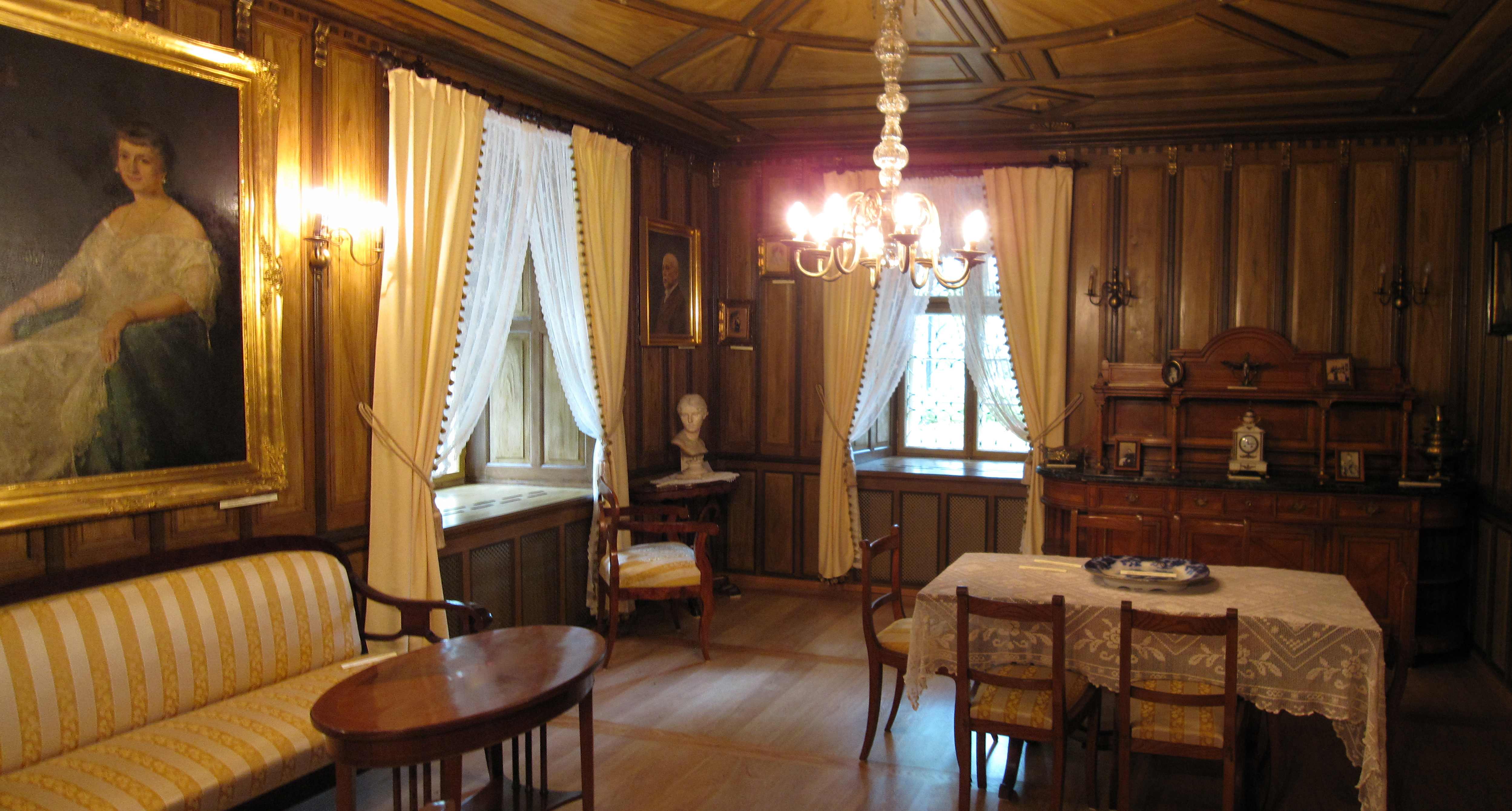
Salon Biedermeier bên trong biệt thự Loewenfeld

Bảo tàng Irena và Mieczysław Mazaraki (tiếng Ba Lan: Muzeum w Chrzanowie im. Ireny i Mieczysława Mazarakich) là một bảo tàng khu vực ở Chrzanów ở Lesser Ba Lan Voivodeship. Nó từng là nhà của Henry Lowenfeld, một doanh nhân thế kỷ 19 di cư vào Vương quốc Anh.

## Lịch sử
Nó được thành lập vào năm 1960 như là một tổ chức văn hóa độc lập của khu tự trị Chrzanów. Nó tập trung vào văn hóa và công nghiệp ở phía tây của Lesser Ba Lan.
Triển lãm thường trực được đặt tại ulica Mickiewicza 13 trong biệt thự cũ của Henry Lowenfeld, người định cư ở Anh. Nó trình bày các vật dụng lịch sử, văn hóa và nghiên cứu tự nhiên của khu vực Chrzanów, bao gồm hệ thực vật và động vật và một bộ sưu tập địa chất. Có một phần dành cho lịch sử Do Thái địa phương với một mô hình thu nhỏ của Giáo đường Do Thái Chrzanów. Công nghiệp được đại diện bởi một triển lãm thường trực về Fablok, nhà máy đầu máy đầu tiên ở Ba Lan. Một số nội thất ban đầu của biệt thự Loewenfeld cũng được bảo quản trong tiệm salon Biedermeier.
Các nhà tài trợ của bảo tàng là Irena và Mieczysław Mazaraki, trong đó vinh dự được bảo tàng đặt tên. Thông qua quà tặng và các khoản tài trợ, bộ sưu tập đã được mở rộng để bao gồm các vật phẩm như đồ vật nghệ thuật từ Kraków, Judaica, quà lưu niệm quốc gia, kỷ vật của Giáo hoàng John Paul II, và các bức tranh từ thế kỷ 19.
Từ năm 2007, bảo tàng cũng chịu trách nhiệm cho một trong những nhà nguyện trong thị trấn, cũng như nghĩa trang của người Do Thái.

## Nhà của Urbańchot

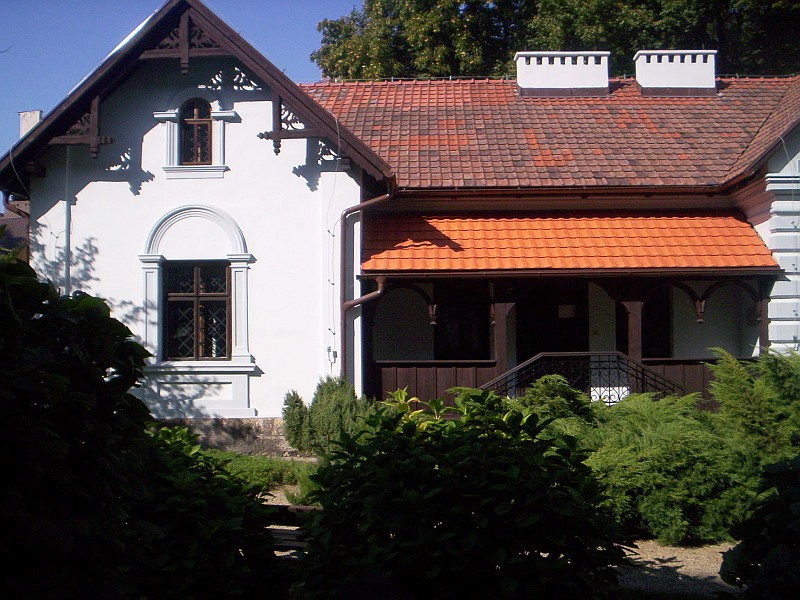
Nhà Urbańchot

Bảo tàng quản lý một địa điểm khác được gọi là "Ngôi nhà của Urbańchot" (Dom Urbańczyka), tại Aleja Henryka 16. Ngôi nhà được xây dựng vào thế kỷ 19 bởi Franciszek Urbańchot, cha đẻ của Tadeusz Urbańchot, một bậc thầy trường trung học địa phương. Năm 1985, ngôi nhà và khu vườn được chuyển đổi thành bảo tàng, với một thư viện và kho lưu trữ. Kiến trúc theo phong cách tỉnh của khu vực và được đăng ký vào danh sách di sản. Địa điểm này được sử dụng cho triển lãm, bài giảng và buổi hòa nhạc.

## Thư viện hình ảnh

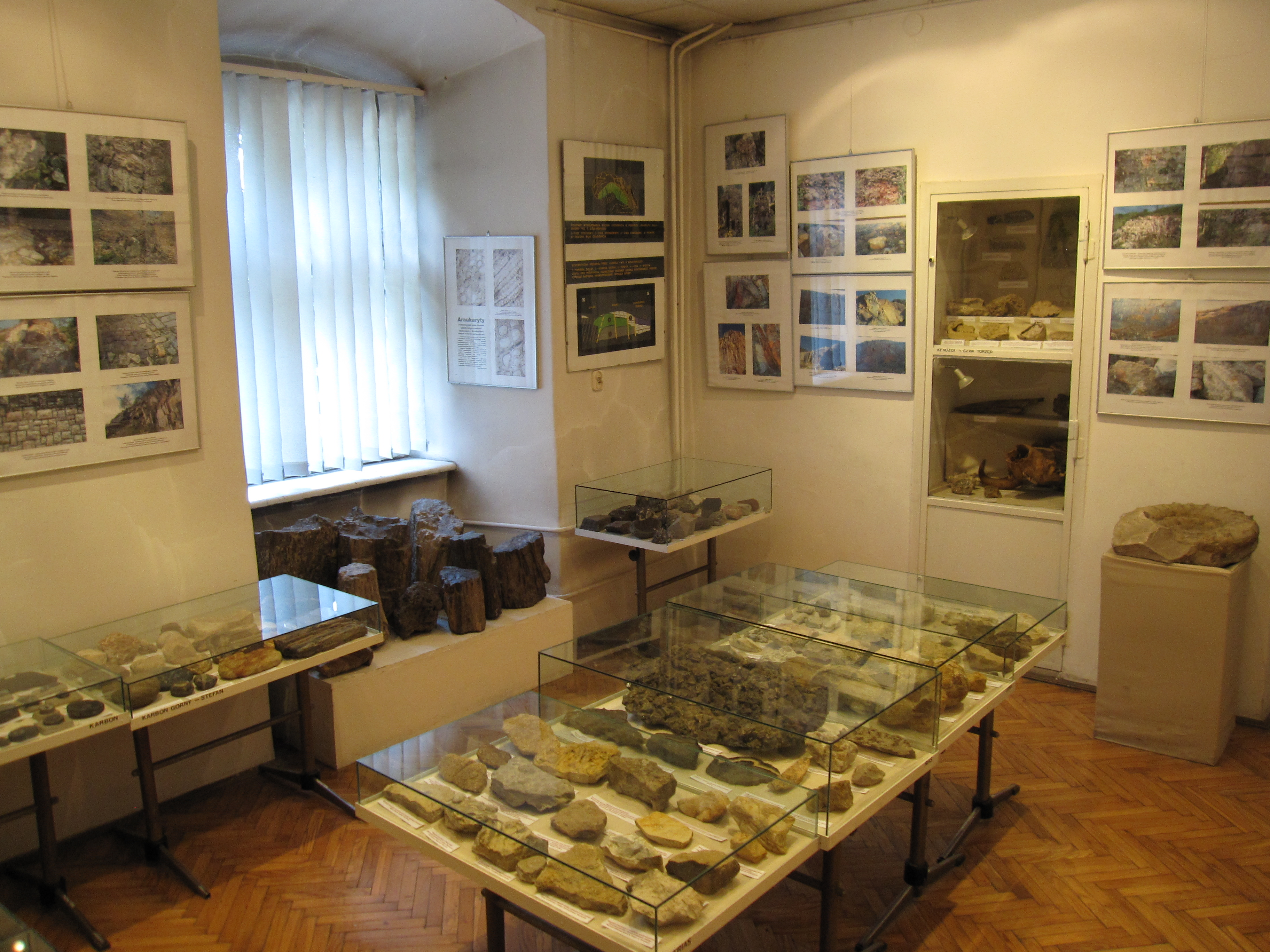
Bộ sưu tập khoáng sản và đá
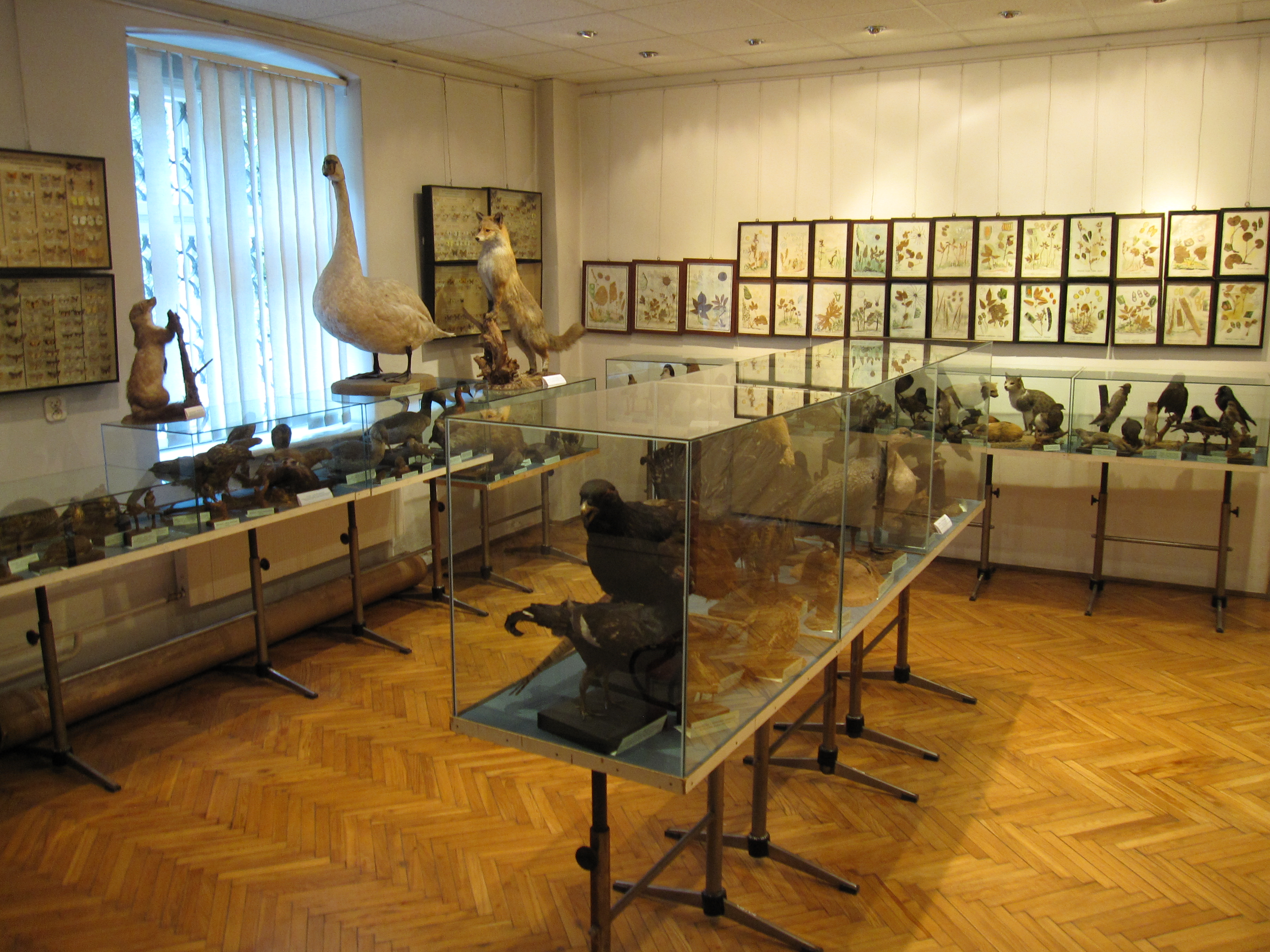
Bộ sưu tập động thực vật
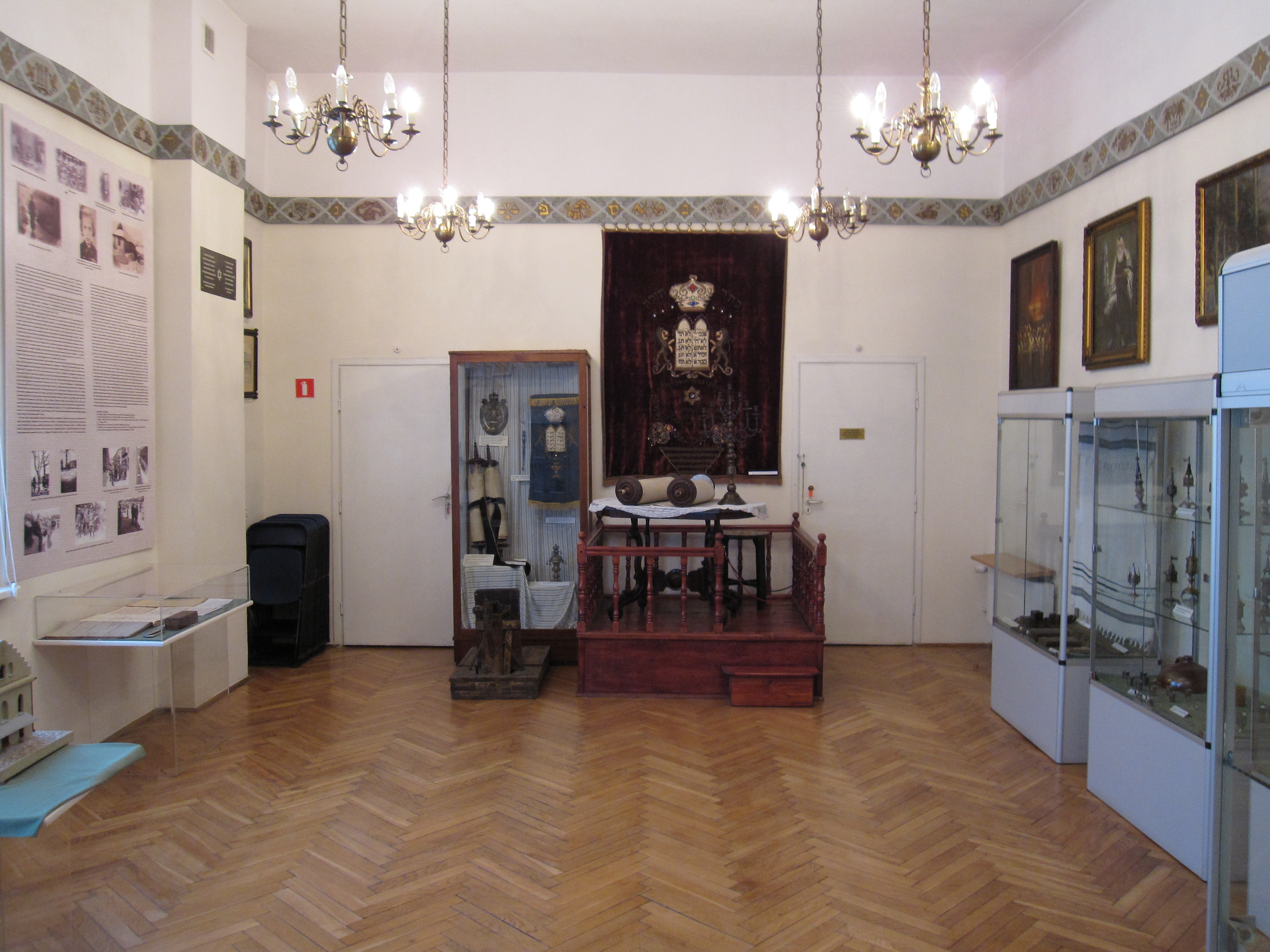
Phòng lịch sử Do Thái của Chrzanów
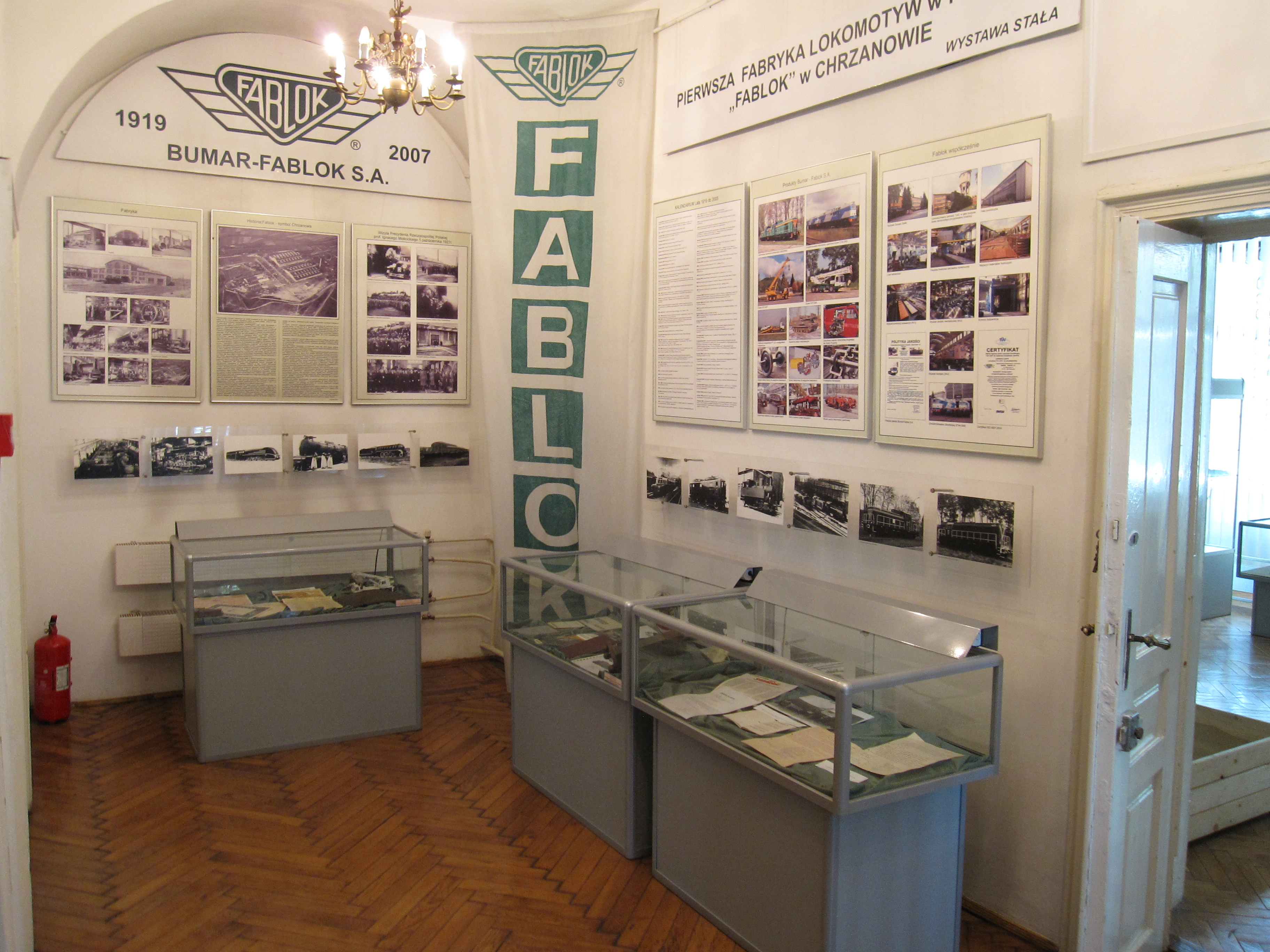
Triển lãm về nhà máy đầu máy Fablok